# Frank Burgess
Franklin D. Burgess, detto Frank (Eudora, 9 marzo 1935 – Tacoma, 26 marzo 2010), è stato un cestista e giudice statunitense, professionista nella ABL.

## Carriera
Dopo la carriera universitaria a Gonzaga, venne selezionato al terzo giro del Draft NBA 1961 dai Los Angeles Lakers, con la 27ª scelta assoluta.
Disputò una stagione nella ABL con gli Hawaii Chiefs, disputando 80 partite con 15,4 punti di media.

## Palmarès
- NCAA AP All-America Second Team (1961)